# Miangul Abdul Wadud
Miangul Abdul Wadud (Saidu Sharif, 1881 – Saidu Sharif, 1º ottobre 1971) è stato un principe indiano.
È stato Wāli di Swat dal 1926 al 1949 e già Padishah del medesimo stato dal 1918 al 1926.

## Biografia

### I primi anni
Miangul Abdul Wadud nacque nella tribù dei Khatana dei Gurjar (Saidu Sharif) nel 1881, figlio primogenito di Miangul Abdul Khaliq, e nipote per parte materna di Aman ul-Mulk, mehtar di Chitral. Venne educato con tutori privati. Nel 1915, quando le tribù dell'alto Swat elessero Sayed Abdul Jabbar Shah loro re, si oppose all'elezione di questi e venne pertanto esiliato a Dalbar per un anno. Abdul Jabbar non fu in grado di difendere il proprio territorio dai contrattacchi del nawab di Dir nel 1916, e ne seguì un periodo di anarchia. Allora Abdul Wadud fece ritorno nella terra natìa e prese le armi contro Abdul Jabbar nel 1916; Jabbar fu poco dopo detronizzato, e al suo posto venne nominato Abdul Wadud, nipote di Akhund di Swat, nel 1917. Abdul Wadud stabilì così il suo dominio su Swat, annettendo anche Buner e Chakesar. Dal 1923, controllava gran parte dell'area.

## Wāli di Swat
Abdul Wadud venne proclamato Wāli (re) di Swat nel 1926 con una rendita annua di 10.000 rupie dal governo centrale dell'India britannica. Lui avrebbe desiderato avere  pubblicamente il titolo di re, ma le autorità inglesi glielo negarono accettando invece la definizione di Wali che aveva un'accezione più religiosa (inteso come "uomo santo") che politica. Il rifiuto inglese era dovuto al fatto che in India formalmente non potesse esistere alcun altro "re" all'infuori di quello del Regno Unito che era infatti re-imperatore.
Verso la fine del 1947 Abdul Wadud accettò l'annessione al Dominion del Pakistan.
Abdicò quindi in favore del suo figlio primogenito, Miangul Jahan Zeb, il 12 dicembre 1949. Jahan Zeb governò lo stato di Swat sino a quando questo non venne definitivamente annesso al Pakistan nel 1969.
Abdul Wadud morì nel palazzo di Aqba (oggi sede della Iqra Academy), il 1º ottobre 1971, e venne sepolto in loco  presso il mausoleo di Badshah Sahib.